# Hemerobius kobayashii
Hemerobius kobayashii is een insect uit de familie van de bruine gaasvliegen (Hemerobiidae), die tot de orde netvleugeligen (Neuroptera) behoort. 
Hemerobius kobayashii is voor het eerst wetenschappelijk beschreven door Nakahara in 1956.